# Johanna von Flandern († 1333)

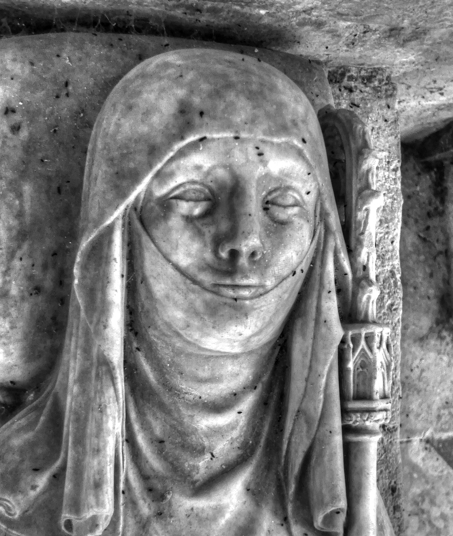
Detail der Liegefigur vom Grab der Johanna von Flandern.

Johanna von Flandern († 15. Oktober 1333 in Laon) war eine französische Aristokratin und Geistliche des späten 13. und frühen 14. Jahrhunderts aus dem Haus Dampierre.
Johanna war eine Tochter des flämischen Erbgrafen Robert von Béthune († 1322) und dessen zweiter Ehefrau Jolanthe von Burgund († 1280), die 1272 verheiratet wurden. Vermutlich war sie deren ältestes Kind. Bei ihrer eigenen Verheiratung mit dem etwa fünfzigjährigen Baron Enguerrand IV. von Coucy im Mai 1288 war sie jedenfalls nicht älter als siebzehn Jahre. Sie war die zweite Frau ihres bis dahin kinderlosen Mannes, der sich mit dieser Ehe offenbar die Hoffnung auf einen leiblichen Erben bewahren wollte. Diese erfüllte sich bis zu seinem Tod 1310 allerdings nicht und die bedeutende Baronie von Coucy fiel darauf an seinen Neffen Enguerrand von Guînes. Auch danach noch blieb Johanna einflussreich. Bei den Verhandlungen zum Vertrag von Paris (1320), der den jahrzehntelangen kriegerischen Streit des flämischen Grafenhauses mit der französischen Krone beilegen sollte, war sie an der Vermittlung der Ehe ihres Neffen Ludwig von Nevers mit Prinzessin Margarethe, einer Tochter König Philipps V., beteiligt. Wenig später ist sie in die Zisterzienserinnenabtei Le Sauvoir zu Laon beigetreten, als deren Äbtissin sie 1333 verstarb.
In der Zeit der Französischen Revolution wurde die Liegefigur ihres Grabes aus Le Sauvoir in die Abteikirche Saint-Martin von Laon verbracht, wo sie noch heute zu sehen ist. Ebenso erhalten ist das Stundenbuch der Johanna von Flandern in der John Rylands Library (MS lat. 117) zu Manchester.